# Автономные электростанции
Автономная электростанция — электрическая станция, совокупность установок, оборудования и аппаратуры, используемых непосредственно для производства электрической энергии, а также необходимые для этого сооружения и здания, расположенные на определённой территории, в случае, когда электроприемники (потребители) получают питание по гальванически разделенной от остальной сети общего назначения радиально-магистральной линии передачи. Автономные электростанции широко применяются в строительстве, сельском и коммунальном хозяйствах, в промышленности, то есть там, где основная сеть общего назначения удалена, работает с перебоями или имеется нехватка выделяемой мощности от Государственной сети.

## Автономные солнечные электростанции
Автономная солнечная электростанция — автономная фотоэлектрическая станция, предназначена для работы в качестве основного источника электроэнергии или источника бесперебойного электропитания. Автономные солнечные электростанции используются там, где нет возможности подключиться к электросети общего пользования, но есть необходимость в надежном источнике электроэнергии стабильного качества: уединенные коттеджи и гостиницы, АЗС, удаленные от коммуникаций производственные и коммерческие объекты.Эти станции не поддерживают параллельную работу с централизованной электросетью, однако способны работать совместно с дизельными генераторами, ветрогенераторами и миниГЭС. 